# NGC 4992
NGC 4992 este o astrophysical x-ray source⁠(d) situată în constelația Fecioara. A fost descoperită în 4 aprilie 1831 de către John Herschel. Se află la o distanță de 108,5 megaparseci de Pământ.